# Kopřivná
Kopřivná (deutsch Geppersdorf) ist eine Gemeinde in Tschechien. Sie liegt neun Kilometer nördlich von Šumperk und gehört zum Okres Šumperk.

## Geographie
Kopřivná erstreckt sich linksseitig der March im Tal des Baches Kopřivná im Hannsdorfer Bergland. Nördlich erhebt sich die Pršná (Lauterberg, 642 m), im Osten der Křížový vrch (Kreuzberg, 691 m) und Kamenný vrch (Steinberg, 664 m), im Südosten der Smrk (Fichtberg, 742 m) und im Westen der Mlýn (Mühlberg, 666 m) und die Sušice (Dürreberg, 607 m). Westlich des Dorfes liegen über dem Tal der March die Reste der Burg Nový hrad.
Nachbarorte sind Hynčice nad Moravou im Norden, Potůčník im Nordosten, Prameny im Osten, Rejchartice im Südosten, Osikov und Bratrušov im Süden, Lužná und Dvůr Raškov im Südwesten sowie Holba im Nordwesten.

## Geschichte
Die erste schriftliche Erwähnung des ursprünglich zur Herrschaft Bludov gehörigen Dorfes Geppersdorf erfolgte im Jahre 1414. Seit 1568 gehörte der Ort zur Herrschaft Velké Losiny.
Nach der Aufhebung der Patrimonialherrschaften bildete Geppersdorf/Kopřinov mit dem Ortsteil Pföhlwies/Felviz ab 1850 eine Gemeinde im Bezirk Mährisch Schönberg. 1880 hatte die Gemeinde 1103 Einwohner und im Jahre 1900 bestand der Ort aus 157 Häusern mit 1092 Bewohnern. 1930 lebten in Geppersdorf 1007 Menschen.
Infolge des Münchner Abkommens wurde die Gemeinde 1938 dem Deutschen Reich angeschlossen und gehörte bis 1945 zum Landkreis Mährisch Schönberg. 1939 hatte Geppersdorf 967 Einwohner. 1945/46 erfolgte die Vertreibung der deutschen Bewohner.
1949 erhielt der Ortsteil Velvíz den neuen Namen Lužná. Kopřivná verlor 1975 seine Eigenständigkeit und wurde zum Ortsteil von Hanušovice. Seit 1991 besteht die Gemeinde wieder.

## Gemeindegliederung
Die Gemeinde Kopřivná besteht aus den Ortsteilen Kopřivná (Geppersdorf) und Lužná (Pföhlwies).

## Sehenswürdigkeiten

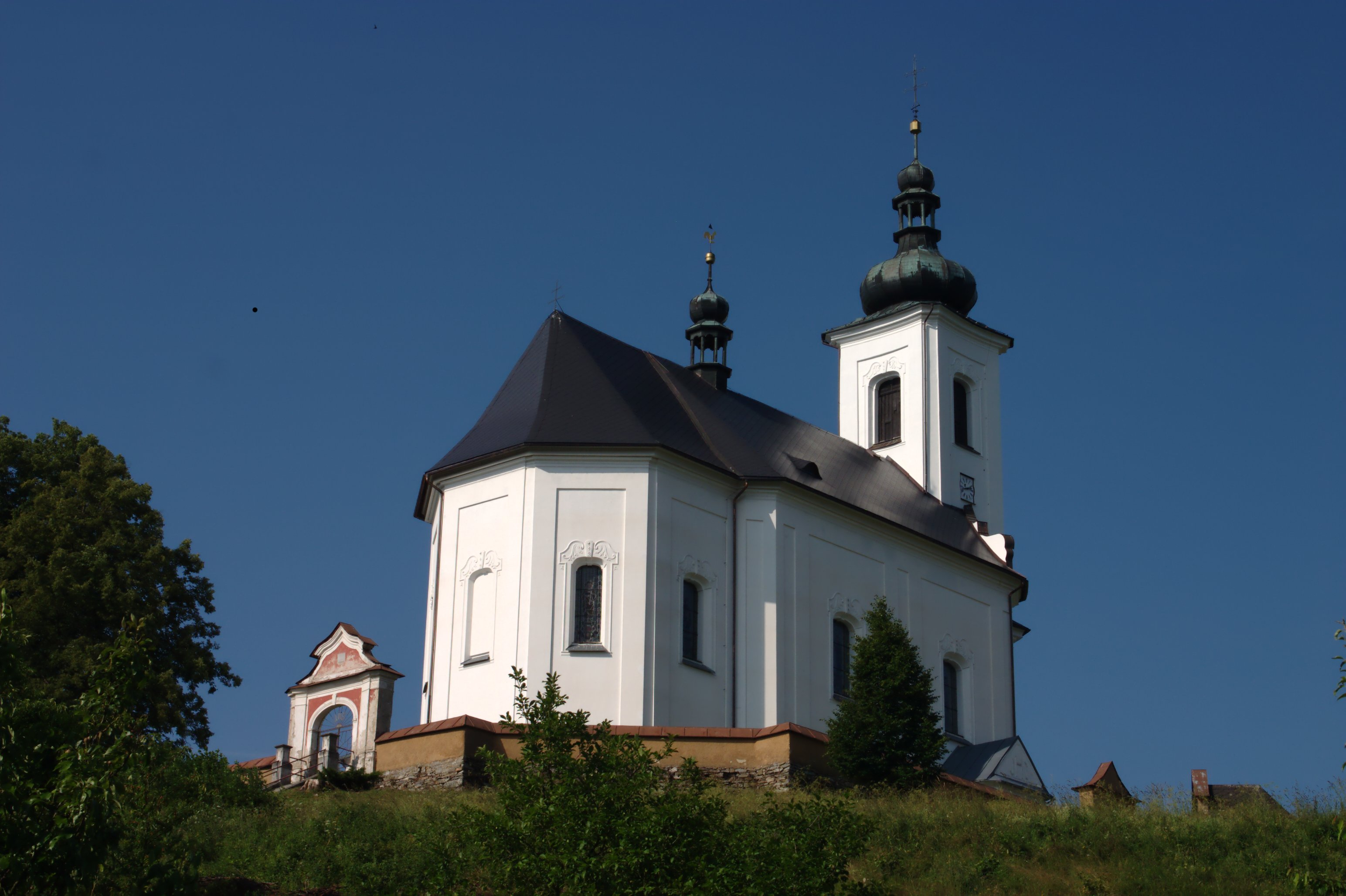
Kirche der hl. Dreifaltigkeit

- Kirche der hl. Dreifaltigkeit, errichtet 1746 bis 1753 im Rokokostil, in der Kirche befinden sich Werke des Bildhauers Ignaz Günther und des Freskenmalers Ignaz Oderlitzky.
- Kapelle Himmelfahrt des Herrn, die sogenannte Matzek-Kapelle (Matzekova kaplička) an der Straße von Kopřivná nach Lužná wurde in der Mitte des 18. Jahrhunderts durch den Bauern Matzek zum Gedenken an seine an der Pest verstorbene Frau errichtet
- Burgruine Nový hrad, westlich des Dorfes